# Natação nos Jogos Olímpicos de Verão da Juventude de 2014 - 50 m costas Moças
As provas de natação' dos' 50 m costas de moças nos Jogos Olímpicos de Verão da Juventude de 2014 decorreram a 20 e 21 de Agosto de 2014 no natatório do Centro Olímpico de Desportos de Nanquim em Nanquim, China. O Ouro foi conquistado por Maaike de Ward da Holanda, a britânica Jessica Fullalove foi Prata e o Bronze foi conquistado por Gabrielle Fa'amausili da Nova Zelândia.

## Medalhistas
| Ouro   | NED Maaike de Waard       |
| Prata  | GBR Jessica Fullalove     |
| Bronze | NZL Gabrielle Fa'amausili |

## Resultados da final
| Pos.              | Linha | Nadador                   | Tempo total | Diferença |
| ----------------- | ----- | ------------------------- | ----------- | --------- |
| Medalha de ouro   | 3     | NED Maaike de Waard       | 28.36       |           |
| Medalha de prata  | 6     | GBR Jessica Fullalove     | 28.66       | +0.30     |
| Medalha de bronze | 4     | NZL Gabrielle Fa'amausili | 28.69       | +0.33     |
| 4                 | 5     | CAN Danielle Hanus        | 28.91       | +0.55     |
| 5                 | 7     | USA Clara Smiddy          | 28.91       | +0.55     |
| 6                 | 2     | NZL Bobbi Gichard         | 29.02       | +0.66     |
| 7                 | 1     | GRE Eleni Koutsouveli     | 29.30       | +0.94     |
| 8                 | 8     | RUS Irina Prikhodko       | 29.34       | +0.98     |